# ネットショップ担当者フォーラム
ネットショップ担当者フォーラム（ネットショップたんとうしゃフォーラム）は株式会社インプレスホールディングスの100％子会社の株式会社インプレスが運営する、EC運営者向けの解説記事とニュース記事を中心としたメディアサイト。

## 概要
ほぼ日刊で更新している。
また、「5分で読める業績アップ応援マガジン」と題したメールマガジンも配信している。
当初は「ネットショップ担当者フォーラム」というカンファレンスイベントとして2012年から開催していたが、2014年7月29日よりメディアサイト「ネットショップ担当者フォーラム」がβ版からのリニューアルとして本オープンした。なお、正式リリースとしては2014年8月6日オープンとなっている。初代編集長は安田英久が務め、2015年から瀧川正実が現職。
カンファレンスイベントは、2012年に東京で、2013年に東京と福岡で、開催されてきた。2014年には、東京に加えて、札幌、福岡、大阪の三都市で開催される。
ユーザー登録をしなくてもすべての記事を無料で読める。
「フォーラム」とカタカナで表記しているのは、ターゲット層のリテラシーレベルを考慮してのこと。